# Grand Prix SAR La Princesse Lalla Meryem 2017
Il Grand Prix SAR La Princesse Lalla Meryem 2017 è stato un torneo femminile di tennis giocato sulla terra rossa. È stata la 17ª edizione del torneo che fa parte della categoria International nell'ambito del WTA Tour 2017. Si è giocato nel Club des Cheminots di Rabat, in Marocco, dal 1° al 6 maggio 2017.

## Partecipanti

### Teste di serie
| Giocatrice  | Nazionalità              | Ranking* | Testa di serie |
| ----------- | ------------------------ | -------- | -------------- |
| Russia      | Anastasija Pavljučenkova | 16       | 1              |
| Svizzera    | Timea Bacsinszky         | 22       | 2              |
| Australia   | Dar'ja Gavrilova         | 27       | 3              |
| Ungheria    | Tímea Babos              | 30       | 4              |
| Kazakistan  | Julija Putinceva         | 31       | 5              |
| Romania     | Irina-Camelia Begu       | 33       | 6              |
| Stati Uniti | Lauren Davis             | 35       | 7              |
| Stati Uniti | Alison Riske             | 39       | 8              |

* Ranking al 24 aprile 2017.

### Altre partecipanti
Le seguenti giocatrici hanno ricevuto una Wild card:
- Anna Blinkova
- Lina Qostal
- Francesca Schiavone

Le seguenti giocatrici sono passate dalle qualificazioni:

- Gabriela Dabrowski
- Aleksandra Krunić
- Conny Perrin
- Nadia Podoroska

La seguente giocatrice è entrata in tabellone come lucky loser:
- Sílvia Soler Espinosa

## Punti
| Evento    | V   | F   | SF  | QF | 2T | 1T   | Q    | Q3   | Q2   | Q1   |
| Singolare | 280 | 180 | 110 | 60 | 30 | 1    | 18   | 14   | 10   | 1    |
| Doppio    | 280 | 180 | 110 | 60 | 1  | N.D. | N.D. | N.D. | N.D. | N.D. |

## Campionesse

### Singolare
Anastasija Pavljučenkova ha sconfitto in finale  Francesca Schiavone con il punteggio di 7-5, 7-5.
- È il decimo titolo in carriera per Pavlyuchenkova, secondo della stagione.

### Doppio
Tímea Babos /  Andrea Hlaváčková hanno sconfitto in finale  Nina Stojanović /  Maryna Zanevs'ka con il punteggio di 2-6, 6-3, [10-5].